# Хельбиг, Герман
Герман Хельбиг (нем. Hermann Helbig; 7 июня 1902, Мюльберг, Германская империя — 19 ноября 1948, Ландсбергская тюрьма) — гауптшарфюрер СС, начальник крематория концлагеря Бухенвальд.

## Биография
Герман Хельбиг родился 7 июня 1902 года в Мюльберге.
С 1939 по апрель 1945 года служил в  концлагере Бухенвальд. С марта 1943 по май 1944 года Хельбиг заведовал лагерным крематорием. Его команда насчитывала восемь заключенных, которые два-три раза в месяц получали за свою работу коробку с едой, кофе и сигареты. Как начальник крематория Хельбиг какое-то время также был официальным палачом Бухенвальда.
После окончания войны Хельбиг стал одним из подсудимых на Бухенвальдском процессе, будучи обвиненным в казни через повешение около 250 пленных союзников. Хельбиг также заявил, что он входил в расстрельную команду, которая как минимум десять раз расстреляла от 15 до 20 заключенных. 14 августа 1947 года Хельбиг был приговорен к смертной казни через повешение и казнён 19 ноября 1948 года в Ландсбергской тюрьме.
Под именем Гельбига является одним из действующих лиц романа Георгия Свиридова «Ринг за колючей проволокой».